# Maxe (Musikproduzent)
Maxe (bürgerlich Maximilian Grimmer) ist ein deutscher Musikproduzent aus dem Bereich des Hip-Hops.

## Leben und Karriere
Angefangen Musik zu produzieren hat er mit Pro Tools. Später wechselte er erst zu Cubase und dann zu Ableton Live. Etwa 2018 unterzeichnete Maxe einen Autorenvertrag bei Universal Music Publishing. Bis dahin lebte er in Verden in Niedersachsen, entschied sich aber aufgrund des Vertrags für einen Umzug nach Berlin.
Maxe arbeitet vorwiegend mit den Musikern im Studio zusammen und greift dabei auf fertige Samples zurück. Seine Herangehensweise beschreibt er als wenig perfektionistisch. Er produzierte für zahlreiche Musiker, arbeitete aber besonders häufig mit Monet192, Dante YN und Badmómzjay zusammen. Der Kontakt zu Monet192 kam über seinen Verlag zustande, der zu Badmomzjay über die Zusammenarbeit mit Monet192 für das Lied Papi. Für Dante YN war ein Freund von Maxe als Manager tätig.

## Diskografie
Singles

| Jahr | Titel Album  | Höchstplatzierung, Gesamtwochen, AuszeichnungChartplatzierungen (Jahr, Titel, Album, Platzierungen, Wochen, Auszeichnungen, Anmerkungen) | Höchstplatzierung, Gesamtwochen, AuszeichnungChartplatzierungen (Jahr, Titel, Album, Platzierungen, Wochen, Auszeichnungen, Anmerkungen) | Höchstplatzierung, Gesamtwochen, AuszeichnungChartplatzierungen (Jahr, Titel, Album, Platzierungen, Wochen, Auszeichnungen, Anmerkungen) | Anmerkungen                                                    |
| Jahr | Titel Album  | DE | AT | CH | Anmerkungen                                                    |
| ---- | ------------ | --- | --- | --- | -------------------------------------------------------------- |
| 2019 | Echo –       | — | — | — | Erstveröffentlichung: 8. November 2019 mit Eli                 |
| 2020 | Memories –   | — | — | — | Erstveröffentlichung: 14. Februar 2020                         |
| 2023 | Immer busy – | DE97 (1 Wo.)DE | — | — | Erstveröffentlichung: 20. Oktober 2023 mit Monet192 & Dante YN |

Maxe als Autor und Produzent in den Charts

| Jahr | Titel Interpretation                               | Höchstplatzierung, Gesamtwochen, AuszeichnungChartplatzierungen (Jahr, Titel, Interpretation, Platzierungen, Wochen, Auszeichnungen, Anmerkungen) | Höchstplatzierung, Gesamtwochen, AuszeichnungChartplatzierungen (Jahr, Titel, Interpretation, Platzierungen, Wochen, Auszeichnungen, Anmerkungen) | Höchstplatzierung, Gesamtwochen, AuszeichnungChartplatzierungen (Jahr, Titel, Interpretation, Platzierungen, Wochen, Auszeichnungen, Anmerkungen) | Anmerkungen                              |
| Jahr | Titel Interpretation                               | DE | AT | CH | Anmerkungen                              |
| ---- | -------------------------------------------------- | --- | --- | --- | ---------------------------------------- |
| 2018 | Big Dreams Fler feat. Rick Ross                    | DE67 (1 Wo.)DE | — | — | Erstveröffentlichung: 2. Februar 2018    |
| 2018 | Guap Gang Luciano feat. Capital Bra                | DE15 (4 Wo.)DE | AT26 (1 Wo.)AT | CH28 (2 Wo.)CH | Erstveröffentlichung: 23. November 2018  |
| 2018 | Zoey Nimo & Capo                                   | DE8 (12 Wo.)DE | AT35 (6 Wo.)AT | CH36 (2 Wo.)CH | Erstveröffentlichung: 14. Dezember 2018  |
| 2019 | Wie im Traum Ardian Bujupi & Fero47                | DE15 (11 Wo.)DE | AT27 (7 Wo.)AT | CH37 (3 Wo.)CH | Erstveröffentlichung: 26. April 2019     |
| 2019 | Supernova Badmómzjay                               | DE96 (2 Wo.)DE | — | — | Erstveröffentlichung: 25. September 2019 |
| 2020 | Dämon Monet192                                     | DE85 (2 Wo.)DE | — | CH50 (50 Wo.)CH | Erstveröffentlichung: 3. April 2020      |
| 2020 | Wieder mal Fourty feat. Monet192                   | DE34 (1 Wo.)DE | — | CH54 (1 Wo.)CH | Erstveröffentlichung: 21. Mai 2020       |
| 2020 | Snowbunny Badmómzjay                               | DE26 (3 Wo.)DE | AT41 (1 Wo.)AT | CH81 (1 Wo.)CH | Erstveröffentlichung: 19. Juni 2020      |
| 2020 | SoSo Monet192 feat. Dardan                         | DE28 (3 Wo.)DE | AT52 (1 Wo.)AT | CH34 (2 Wo.)CH | Erstveröffentlichung: 19. Juni 2020      |
| 2020 | Signal Badmómzjay                                  | DE24 (4 Wo.)DE | AT62 (1 Wo.)AT | CH79 (1 Wo.)CH | Erstveröffentlichung: 31. Juli 2020      |
| 2020 | Gar kein Bock Dardan & Monet192                    | DE40 (1 Wo.)DE | AT58 (1 Wo.)AT | CH46 (1 Wo.)CH | Erstveröffentlichung: 20. August 2020    |
| 2020 | 21 Gramm Monet192                                  | DE57 (1 Wo.)DE | — | CH75 (1 Wo.)CH | Erstveröffentlichung: 16. Oktober 2020   |
| 2020 | Sorry Not Sorry Monet192 feat. Takt32 & Badmómzjay | DE21 (2 Wo.)DE | AT61 (1 Wo.)AT | CH51 (1 Wo.)CH | Erstveröffentlichung: 6. November 2020   |
| 2021 | Spotlight Monet192 feat. Lune                      | DE21 (2 Wo.)DE | AT75 (1 Wo.)AT | CH39 (1 Wo.)CH | Erstveröffentlichung: 8. Januar 2021     |
| 2021 | Salty Monet192                                     | DE71 (1 Wo.)DE | — | CH86 (1 Wo.)CH | Erstveröffentlichung: 29. Januar 2021    |
| 2021 | Wohin Monet192                                     | DE76 (1 Wo.)DE | — | CH83 (1 Wo.)CH | Erstveröffentlichung: 18. Februar 2021   |
| 2021 | Sterne Monet192                                    | DE70 (1 Wo.)DE | — | CH70 (1 Wo.)CH | Erstveröffentlichung: 10. September 2021 |
| 2021 | Trapstar Dante YN                                  | DE50 (1 Wo.)DE | — | — | Erstveröffentlichung: 22. Oktober 2021   |
| 2021 | Vorbei Monet192                                    | DE53 (1 Wo.)DE | — | CH79 (1 Wo.)CH | Erstveröffentlichung: 29. Oktober 2021   |
| 2021 | Narben Monet192                                    | DE78 (1 Wo.)DE | — | CH91 (1 Wo.)CH | Erstveröffentlichung: 19. November 2021  |
| 2022 | Und ich rauch Dante YN                             | DE49 (2 Wo.)DE | — | — | Erstveröffentlichung: 5. Februar 2022    |
| 2022 | Sie liebt Techno Romero                            | DE34 (10 Wo.)DE | AT72 (2 Wo.)AT | — | Erstveröffentlichung: 12. Februar 2022   |
| 2022 | Mitten in der Nacht Monet192                       | DE77 (1 Wo.)DE | — | — | Erstveröffentlichung: 18. Februar 2022   |
| 2022 | Fehler Mike Singer feat. Monet192                  | DE75 (1 Wo.)DE | — | — | Erstveröffentlichung: 4. März 2022       |
| 2022 | Nie begegnet Esther Graf & Monet192                | DE78 (2 Wo.)DE | — | — | Erstveröffentlichung: 18. März 2022      |
| 2022 | Champions Club Monet192                            | DE38 (2 Wo.)DE | — | CH72 (1 Wo.)CH | Erstveröffentlichung: 8. April 2022      |
| 2022 | 440 Babys Dante YN                                 | DE95 (1 Wo.)DE | — | — | Erstveröffentlichung: 22. April 2022     |
| 2022 | 21 Dante YN                                        | DE75 (1 Wo.)DE | — | — | Erstveröffentlichung: 10. Juni 2022      |
| 2022 | Sonntagabend Dante YN                              | DE43 (1 Wo.)DE | — | — | Erstveröffentlichung: 8. Juli 2022       |
| 2022 | Kein wie mich Dante YN                             | DE47 (1 Wo.)DE | — | — | Erstveröffentlichung: 19. August 2022    |
| 2022 | Missing You Monet192 feat. Nael                    | DE24 (2 Wo.)DE | — | CH39 (1 Wo.)CH | Erstveröffentlichung: 7. Oktober 2022    |
| 2023 | Shocks Monet192                                    | DE84 (1 Wo.)DE | — | — | Erstveröffentlichung: 20. Januar 2023    |
| 2023 | Kein Idol Dante YN                                 | DE63 (1 Wo.)DE | — | — | Erstveröffentlichung: 10. März 2023      |
| 2023 | Nightmares Dante YN                                | DE69 (1 Wo.)DE | — | — | Erstveröffentlichung: 31. März 2023      |
| 2023 | Spacecar Dante YN                                  | DE50 (1 Wo.)DE | — | — | Erstveröffentlichung: 21. April 2023     |
| 2023 | Est. 2020 Dante YN                                 | DE48 (1 Wo.)DE | — | — | Erstveröffentlichung: 2. Juni 2023       |
| 2023 | Wenn du mich vergisst Mark Forster feat. Kontra K  | DE16 (9 Wo.)DE | AT37 (1 Wo.)AT | — | Erstveröffentlichung: 23. Juni 2023      |
| 2023 | Remedy Dante YN                                    | DE73 (1 Wo.)DE | — | — | Erstveröffentlichung: 6. Oktober 2023    |
| 2024 | Keine Homies Civo                                  | DE18 (14 Wo.)DE | AT21 Gold · (8 Wo.)AT | CH52 (1 Wo.)CH | Erstveröffentlichung: 19. Januar 2024    |
| 2024 | Bis zum Mond und zurück Civo                       | DE78 (4 Wo.)DE | — | — | Erstveröffentlichung: 26. Juli 2024      |